# Fido (pies)
Fido (ur. 1941, zm. 9 czerwca 1958) – włoski pies, który zwrócił uwagę opinii publicznej w 1943 r. z powodu demonstracji niezachwianej lojalności wobec swojego zmarłego pana. Fido był opisany w wielu włoskich i międzynarodowych czasopismach i gazetach, pojawiał się w kronikach filmowych w całych Włoszech i został obdarzony wieloma honorami, w tym posągiem publicznym wzniesionym na jego cześć.

## Wczesne życie
Fido najprawdopodobniej urodził się jesienią 1941 roku jako niezależny pies uliczny w Luco di Mugello, małej miejscowości w gminie Borgo San Lorenzo, w toskańskiej prowincji Florencja, Włochy. Pewnej nocy w listopadzie 1941 r. robotnik wykonujący ceglane piece w Borgo San Lorenzo zwany Carlo Soriani, w drodze do domu z przystanku autobusowego, znalazł psa rannego w przydrożnym rowie. Nie wiedząc, do kogo należał, Soriani zabrał go do domu i przywrócił do zdrowia. Soriani i jego żona postanowili zaadoptować psa, nazywając go Fido ("wierny", z łacińskiego fidus).

## Wiek dojrzały
Gdy Fido wyzdrowiał, odprowadzał on Sorianiego do przystanku na centralnym placu w Luco di Mugello i obserwował, jak wsiada do autobusu. Kiedy autobus wrócił wieczorem, Fido odnalazł i przywitał Sorianiego z widoczną wielką radością i poszedł za nim do domu. Ten wzór powtórzył się każdego dnia roboczego przez dwa lata: Fido pozostawał na placu, unikając wszystkich innych ludzi, czekając i węsząc w powietrzu, do momentu gdy będzie mógł z ekscytacją powitać Sorianiego i entuzjastycznie podążyć za nim do domu.

### Czuwanie
Podczas II wojny światowej, 30 grudnia 1943 r., Borgo San Lorenzo zostało  zbombardowane przez aliantów; wiele fabryk zostało uderzonych i wielu pracowników, w tym Soriani, zginęło. Tego wieczoru Fido pojawił się jak zwykle na przystanku autobusowym, ale nie dostrzegł on swojego ukochanego pana. Fido później wrócił do domu, ale przez następne 14 lat (ponad 5000 razy) aż do dnia swojej śmierci, codziennie udawał się na przystanek, obserwując i węsząc powietrze, czekając na próżno, aż Soriani wysiądzie z autobusu.
Zainteresowanie mediów w Fido wzrosło podczas jego życia. Włoskie czasopisma Gente i Grand Hotel opublikowały historię psa, który pojawił się także w kilku kronikach Istituto Luce. Wielu czytelników wzruszonych było niezwykłą wiernością Fido, w tym burmistrz Borgo San Lorenzo, który 9 listopada 1957 roku przyznał mu złoty medal w obecności wielu mieszkańców, w tym wzruszonej wdowy Sorianiego. Magazyn "Time" napisał artykuł o Fido w kwietniu 1957.

## Śmierć
Fido zmarł, czekając na swojego pana, 9 czerwca 1958 roku. Wiadomość o jego śmierci została ogłoszona publicznie przez gazetę na czterokolumnowej stronie tytułowej w La Nazione. 22 czerwca La Domenica del Corriere upamiętniała Fido historią na okładce. Obraz na okładce Waltera Molino pokazuje, jak Fido umiera na poboczu, a autobus czeka w tle. Fido został pochowany poza granicami cmentarza w Luco di Mugello obok swojego pana Carla Sorianiego.

## Upamiętnienia
Pod koniec 1957 roku, kiedy Fido jeszcze żył, gmina Borgo San Lorenzo zleciła rzeźbiarzowi Salvatore Cipolli stworzenie pomnika psa jako świadectwa tej przykładnej opowieści o miłości i wierności. Praca została umieszczona na Piazza Dante w Borgo San Lorenzo, obok miejskiego ratusza. Pod rzeźbą przedstawiającą psa znajduje się dedykacja: FIDO, ESEMPIO DI FEDELTÀ (DLA FIDO, PRZYKŁADU LOJALNOŚCI). Pomnik odsłonił burmistrz Borgo San Lorenzo, w obecności Fido i wdowy po Sorianim. Oryginalnie posąg został wykonany z majoliku, ale kilka miesięcy po inauguracji zniszczyli go wandale. W związku z tym burmistrz Borgo San Lorenzo zlecił Salvatore Cipolli stworzenie nowego posągu z brązu, który zastąpił pierwszy i który postawiono również na Piazza Dante.

## Podobne historie
Fido nie jest jedynym psem, który stał się sławny dzięki publicznym aktom skrajnego poświęcenia się dla pojedynczej osoby. Inne psy o bardzo podobnych historiach uchwyciły zbiorowe zainteresowanie, w tym polski pies Dżok, japoński Hachikō, amerykański Shepa i szkocki Greyfriars Bobby.